# Gemma Gibbonsová
Gemma Gibbons, (* 6. leden 1987, Londýn, Spojené království) je reprezentantka Spojeného království v judu. Je majitelkou stříbrné olympijské medaile.

## Sportovní kariéra
Výkonnost této Britky se prakticky celou její sportovní kariéru pohybuje na úrovni evropského poháru. Měla však to štěstí, že olympijské hry v roce 2012 pořádala její rodná země a s kvalifikací si nemusela lámat hlavu. Mohla se soustředit na jediný vrchol. Před samotným turnajem zmátla soupeřky změnou váhové kategorie a v turnaji se domácímu publiku podařilo jí dostat vysloveně do transu, kdy především v závěru zápasu nebo prodloužení nečekaným výpadem favorizovanou soupeřku vyřadila. Ve finále proti Američance Harrison to však nestačilo a vybojovala stříbrnou olympijskou medaili. V roce 2013 na úspěch navázala pěknými výsledky ve světovém poháru, ale od roku 2014 se vrátila na předolympijskou výkonnost.

## Výsledky
| Turnaj             | 2002                 | 2003                 | 2004                 | 2005                 | 2006                 | 2007         | 2008         | 2009         | 2010         | 2011         | 2012         | 2013         | 2014         |
| Turnaj             | 15                   | 16                   | 17                   | 18                   | 19                   | 20           | 21           | 22           | 23           | 24           | 25           | 26           | 27           |
| Turnaj             | střední/polotěžká v. | střední/polotěžká v. | střední/polotěžká v. | střední/polotěžká v. | střední/polotěžká v. | střední váha | střední váha | střední váha | střední váha | střední váha | polotěžká v. | polotěžká v. | polotěžká v. |
| ------------------ | -------------------- | -------------------- | -------------------- | -------------------- | -------------------- | ------------ | ------------ | ------------ | ------------ | ------------ | ------------ | ------------ | ------------ |
| Olympijské hry     |                      |                      | —                    |                      |                      |              | —            |              |              |              | 2.           |              |              |
| Mistrovství světa  |                      | —                    |                      | —                    |                      | —            |              | —            | úč.          | —            |              | úč.          | —            |
| Mistrovství Evropy | —                    | —                    | —                    | —                    | —                    | —            | —            | —            | —            | úč.          | úč.          | —            | —            |
| ME do 23 let       |                      | —                    | —                    | 7.                   | 7.                   | —            | 5.           | 3.           |              |              |              |              |              |
| MS juniorů         | —                    |                      | úč.                  |                      | úč.                  |              |              |              |              |              |              |              |              |
| ME juniorů         | úč.                  | —                    | 5.                   | 5.                   | 7.                   |              |              |              |              |              |              |              |              |